# Soldado Quebra-nozes

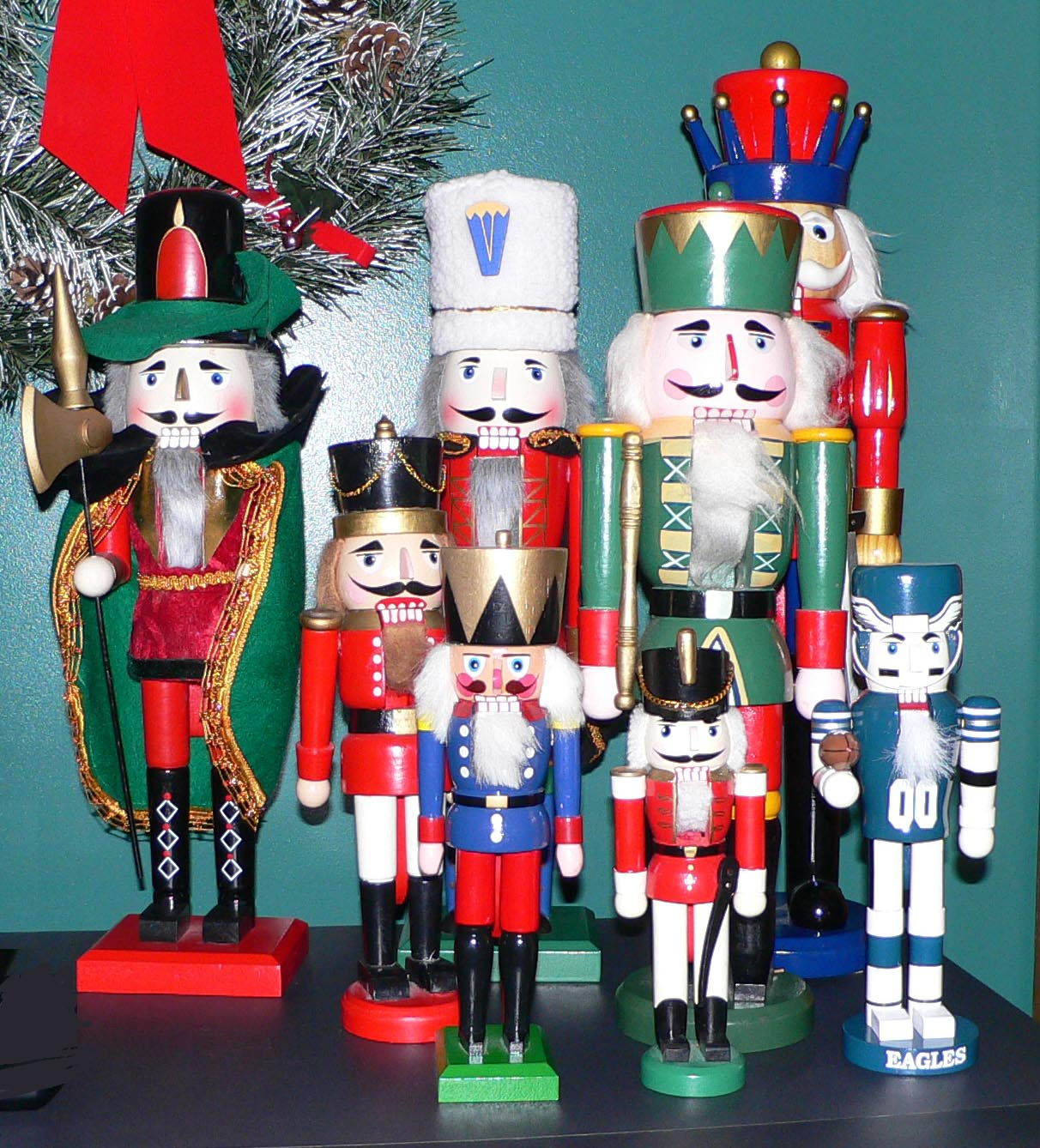
Uma coleção de bonecos quebra-nozes

Os quebra-nozes na forma de esculturas de madeira, como soldados, cavaleiros e reis  existem desde pelo menos o século XV. Quebra-nozes figurativos são um símbolo de boa sorte na Alemanha, e um conto popular conta que um fabricante de bonecos venceu um desafio de quebra-nozes criando uma boneca com uma boca como alavanca para quebrar as nozes. Esses tipos de quebra-nozes retratam uma pessoa com uma boca grande, que o operador abre com uma alavanca na parte de trás da estatueta . Os quebra-nozes modernos neste estilo servem principalmente para decoração, principalmente na época do Natal, uma época da qual eles têm sido um símbolo tradicional.  O boneco quebra-nozes é uma forma artesanal de quebra-nozes, típica da região alemã de Erzgebirge, mais especialmente da cidade de Seiffen (a leste do país, vizinha à República Tcheca), com o formato de um pequeno soldado, onde o lugar para abertura das nozes é a boca da personagem. O balé de Pyotr Ilyich Tchaikovsky O Quebra-Nozes, baseado numa história de ETA Hoffmann, deriva o seu nome desta decoração festiva de Natal.
A escultura de quebra — nozes - assim como de figuras religiosas e de presépios — desenvolveu-se como uma indústria artesanal nas áreas rurais florestadas da Alemanha. As esculturas de quebra-nozes mais famosas vêm de Sonneberg, na Turíngia (também um centro de fabricação de bonecas) e como parte da indústria de fabricação de brinquedos de madeira nas montanhas de minério . A escultura em madeira geralmente fornecia a única renda para as pessoas que moravam ali. Hoje, a indústria de viagens complementa sua receita, trazendo visitantes para áreas remotas. Esculturas de nomes famosos como Junghanel, Klaus Mertens, Karl, Olaf Kolbe, Petersen, Christian Ulbricht e especialmente os quebra-nozes Steinbach tornaram-se itens de colecionador.
Os quebra-nozes decorativos tornaram-se populares nos Estados Unidos após a Segunda Guerra Mundial, após a primeira produção americana do balé  O Quebra-Nozes em 1940 e a exposição dos soldados americanos aos bonecos durante a guerra.  Nos Estados Unidos, poucos quebra-nozes decorativos são funcionais, embora projetos mais caros, que funcionam, ainda estejam disponíveis.  Muitos dos marceneiros da Alemanha estavam em Erzgebirge, na zona soviética após o fim da guerra, e produziam em massa projetos mal feitos para o mercado dos Estados Unidos. Com o aumento das nozes pré-descascadas, a necessidade de funcionalidade também foi diminuída. Após a década de 1980, as importações chinesas e taiwanesas que copiavam os designs alemães tradicionais assumiram o controle. A recriada "vila bávara" de Leavenworth, Washington, possui um museu do quebra-nozes. Muitos outros materiais também servem para fazer quebra-nozes decorados, como porcelana, prata e latão. O United States Postal Service (USPS) emitiu quatro selos em outubro de 2008 com quebra-nozes feitos sob medida pelo artista de Richmond, Virginia, Glenn Crider.